# Eeva Jalavisto
Eeva Jalavisto (Elmgren, 21 de marzo de 1909 – 12 de junio de 1966)  fue una profesora finlandesa de fisiología y una influyente investigadora y formuladora de políticas en las áreas de salud y atención social de los ancianos, así como en la gerontología en general. 
Profesora de fisiología en la Universidad de Helsinki, fue una influyente investigadora y creadora de políticas en las áreas de salud y atención social de las personas mayores, así como en gerontología en general.
Junto con la fisióloga Eva Bonsdorff reprodujo con éxito los experimentos de Clotilde Deflandre y Paul Carnot y aisló la sustancia activa hémopoïétine (descrita en 1906 por Deflandre y Carnot, pero no aceptada en ese momento por la comunidad científica); la renombraron eritropoyetina (EPO).

## Primeros años y educación
Eeva Jalavisto nació en Kerimäki en 1909. Hija del médico jefe (del sanatorio de tuberculosis) Robert Elmgren y de Ines Nee Meurman. Se graduó de la escuela secundaria en 1927 en el "Helsingin Suomalainen Yhteiskoulu". Obtuvo el grado en Medicina en 1929 y la Licenciatura en Medicina en 1931. Defendió su tesis doctoral en 1935 y se graduó como médica en 1937. Hizo numerosos viajes al extranjero, entre otros. Alemán, Inglaterra y Estados Unidos.
Entre las aficiones o trabajos extraprofesionales de Eeva, cabe destacar su desempeño como secretaria de la "Sociedad Kareliana de Alumnas Femeninas", "Presidenta de la Academia de Mujeres" en Helsinki y "Vicepresidenta de la Sociedad de Psicooféricas Estudiantiles". Tenía un afición especial por la música de cámara, y tocaba una flauta en una orquesta de mujeres en Helsinki.

## Carrera profesional
Eeva Jalavisto trabajó como investigador en ell Departamento de Fisiología de la Universidad de Helsinki entre 1933  y 1935 y como asistente durante entre 1935 y 1949. Se convirtió en profesora adjunta de fisiología a la edad de 33 años en 1942.
Se doctoró en la Universidad de Helsinki en 1947; en ese momento era Eeva Suomalainen, puesto que se había casado en 1943 con el bioquímico Heikki Suomalainen (1917-1985), del que se separó seis años más tarde. Su tesis doctoral se centraba en investigación cromosómica en plantas. Fue la primera mujer en defender una tesis doctoral en genética en Finlandia.
Trabajó como asistente de investigación en el Instituto Estatal de Horticultura, tras lo cual se convirtió en profesora en la Universidad de Helsinki en 1950. En 1958, gracias a una beca Fulbright, viajó a Estados Unidos para estudiar en el Departamento de Botánica de la Universidad de Wisconsin-Madison. Poco más tarde, comenzó a trabajar como asistente de investigación en el laboratorio del genetista de origen alemán Klaus Patau (1908-1975) en el Departamento de Genética de esa universidad. Tres años más tarde, se casó con Klas Patau. Como las reglas de contratación de la universidad impedían que los dos miembros de un matrimonio ocuparan puestos docentes en el mismo departamento, para poder seguir trabajando en este grupo de genetistas, Eeva permaneció empleada como investigadora postdoctoral durante trece años, aunque en la práctica desempeñaba las mismas tareas que de las de un profesor. En 1972, ya econocida a nivel mundial en el ámbito de la citogenética, obtuvo el rango de científica sénior. En 1975, tras el fallecimiento de Klaus, cuando se le concedió el puesto de profesora titular, hasta su jubilación en 1986.
En 2002, ya enferma, decidió regresar a Finlandia. Se mudó a un apartamento cerca del de su hermana Elina. Tuvo que trasladarse a una residencia antes de fallecer el 12 de junio de 2004.
Jalavisto fue pionera en geriatría finlandesa. Le interesaban las razones de la longevidad y cómo mejorar la calidad de vida de una persona envejecida. Consideraba el envejecimiento como un fenómeno biológico y social. Según ella, "el trabajo de la ciencia no es sólo aumentar años a la vida, sino más importante, de dotar de más vida a los años".
Jalavisto justificó la importancia de la geriatría por el envejecimiento de Occidente. El inevitable cambio en la estructura de edad de la población también se reflejaría en la prevalencia de enfermedades. Enfermedades y síndromes degenerativos y crónicos se convertirían en los grupos de enfermedades más significativos. Jalavisto se adelantó a su tiempo, con énfasis en el trabajo de personas ancianas y en la gerontología en la preparación para futuros desafíos en el sistema de salud. Estos adelantos conseguidos por ella son la corriente principal del trabajo que se realiza en ancianos y ancianas finlandeses hoy en día.

## Logros
Fue una importante investigadora en el campo de la citogenética humana. Publicó de manera extensa sobre citogenética del cáncer, anomalías del cromosoma X y desarrollo sexual, entre otros temas.
Impartió un curso sobre citogenética humana, de donde surgió su libro "Human Chromosomes: Structure, Behavior, and Effects (1980)".
Junto con la fisióloga Eva Bonsdorff reprodujo con éxito los experimentos de Clotilde Deflandre y Paul Carnot y aisló la sustancia activa hémopoïétine (descrita en 1906 por Deflandre y Carnot, pero no aceptada en ese momento por la comunidad científica). La renombraron como eritropoyetina (EPO), una citocina glucoproteica que estimula la formación de eritrocitos y es el principal agente estimulador de la eritropoyesis natural.
Es recordada como una investigadora pionera de la tercera edad cuyo trabajo como defensora de las condiciones sociales y de salud para los ancianos es una parte importante de la historia finlandesa de la ciencia.